# Bloodborne
Bloodborne (укр. Те, що несе кров або Той, кого несе кров) — пригодницька рольова відеогра, розроблена у 2015 році компанією From Software під керівництвом Хідетаки Міядзакі. Публікується компанією Sony Computer Entertainment. Доступна лише на платформі PlayStation 4. Наразі гра випущена в усьому світі і отримала схвалення критиків у березні 2015 року.
Дія починається в охопленому епідемією чуми вікторіансько-ґотичному місті Ярнам. Гравець виступає в ролі паломника, який приїхав до міста, щоб вилікувати свої хвороби, але стає мисливцем на чудовиськ, які наповнюють місто. Сюжет гри, подібно до попередніх ігор From Software, конкретно не пояснює, тому основною ціллю гравця залишається вивчення локацій і знищення «здобичі» — босів.
Bloodborne була високо оцінена гравцями і критиками. З-поміж позитивних сторін виділяють пропрацьований дизайн ігрових локацій, персонажів та ігрових предметів, динамічні і продумані бої. До мінусів відносять обмежений вибір зброї і деякі проблеми із завантаженням локацій на момент релізу гри.

## Ігровий процес

Приклад ігрового процесу

Bloodborne є відеогрою жанру Action / RPG від третьої особи. Вона — ідейний спадкоємець попередніх ігор компанії From Software: Demon's Souls і Dark Souls. Гра перейняла високий рівень складності і містить мінімальну кількість підказок і настанов з боку розробника. Гравцеві надається керування мисливцем, метою якого є полювання на чудовиськ і дослідження навколишнього світу. На початку гравець обирає минуле свого персонажа, що визначає його початкові характеристики і схильності. Існує три основних характеристики: здоров'я, витривалість і сила. Здоров'я визначає скільки поранень мисливець зможе витримати. Витривалість витрачається на стрибки, ривки і спеціальні прийоми. Сила ж визначає скільки ушкоджень мисливець завдаватиме ворогам. Якщо запас витривалості поповнюється сам, то здоров'я — шляхом здійснення серій успішних атак і випиванням заздалегідь взятих пляшечок крові.
Подібно до попередніх ігор, основним джерелом досвіду є смерть: наприклад, щоб вбити боса потрібно вивчити його особливості, але для досягнення цього знання необхідна певна кількість спроб. З переможених ворогів збираються «відгомони крові», за які потім можна підняти характеристики мисливця і використовувати як валюту. У разі смерті героя накопичені «відгомони крові» залишаються на місці загибелі, а мисливець опиняється біля найближчого ліхтаря. Але в разі повторної смерті можливість повернути «відгомони» втрачається.
Головний герой озброєний вогнепальною зброєю в лівій руці і холодною у правій. Вогнепальна здатна приголомшити противника при пострілі в момент удару супротивника. Головною особливістю всіх видів холодної зброї мисливців у грі є наявність двох форм, що швидко змінюють одна одну. Кожна форма має власні характеристики і техніку використання. Поліпшити зброю можна використавши самоцвіти, за допомогою яких можна збільшити фізичну шкоду або додати шкоди від вогню чи електрики. Схожим чином за допомогою рун можна поліпшити різні показники гравця, наприклад, опір отруєнню або максимальну кількість пляшечок крові. За допомогою пляшечок крові та інших лікуючих предметів персонаж може поповнити запас здоров'я.
Початкова дія відбувається в Ярнамі — похмурому місті з ґотичною атмосферою. Частина персонажів ховається за дверима і вікнами міських локацій. Локації, включаючи Ярнам, володіють великою кількістю прихованих шляхів, що скорочують відстані між ключовими точками, однією з яких є ліхтарі — аналог багать із Dark Souls. Він переносить мисливця на нейтральну локацію «Сон мисливця», де можна торгувати, підвищувати рівень і швидко переміщатися до інших місцевостей. Також мисливець може прикликати на допомогу до двох гравців з інших ігрових сесій для спільного проходження. Але інші гравці можуть вторгнутися до нього з метою вбивства.
Bloodborne володіє рядом автоматично генерованих підземель (англ. Chalice Dungeon), що є необов'язковими для відвідування, але служать для добування корисних трофеїв. У нейтральній локації «Сон мисливця», виконавши спеціальний ритуал біля одного з потрібних надгробків, персонаж отримає випадкове підземелля, згенероване із заздалегідь заготовлених блоків. Для проведення ритуалу потрібне знаходження рідкісних чаш і додаткових витратних матеріалів. Метою їх проходження є зачистка створеної локації від ворогів, знаходження і вбивство боса.

## Сюжет
Дія гри розгортається у вигаданому місті Ярнам (англ. Yharnam) і його околицях. До початку подій місто славилося своєю медициною і, зокрема, переливанням особливої цілющої крові. Це приваблювало в місто велику кількість людей, охочих вилікуватися від своїх недуг. Одним з таких людей є головний герой(їня). Гравець потрапляє в Ярнам, коли місто охоплює невідома епідемія, що перетворює людей і тварин на чудовиськ. Також наближається початок Полювання (англ. The Hunt) на виниклих потвор. Проте головний герой погоджується на процедуру переливання, підписуючи тим самим «контракт». Після цього герой знаходить зв'язок зі Сном мисливця (Hunters Dream) — місцем, що є домом для так званих «Мисливців». Таким чином, головний герой стає одним з них. Першою підказкою в дослідженні світу гри є записка, розташована в Лікарні Юзефки (англ. Iosefka's Clinic), де герою перелили кров. У ній написано: «щоб подолати полювання, потрібно шукати Бліду кров».
Незабаром після пробудження в Лікарні Юзефки, головний герой потрапляє в Сон мисливця, знайшовши ліхтар (невелику лампу, що зв'язує реальний світ зі Сном). Там він отримує шати мисливця і першу зброю, а також зустрічає дружніх персонажів: старого Германа — наставника мисливців, що сидить в інвалідному візку, і ожилу ляльку людського зросту. Герман пояснює головному героєві, що для того щоб отримати ліки (бліду кров), потрібно знайти і знищити монстрів, що мешкають в Ярнам. Досліджуючи місто, стає відомо, що епідемія охопила місто через незнайомця, який провів ритуал переливання «брудної» крові. Також стає відомо, що мешканці міста поклоняються древнім жахливим істотам, що носять ім'я Великі (англ. Great Ones). Саме Великі дали жителям Ярнам чудотворні ліки, якими прославилося місто. Але ці ліки одночасно і стали джерелом чуми, що вразила місто. Хвороба була поширена з метою прискорення росту немовляти Великого, званого Присутністю Місяця.
У міру знищення героєм монстрів, змінюються стадії Полювання. Це, в свою чергу, відбивається на положенні Місяця, який спочатку сходить і червоніє, а потім зникає. Разом з цим змінюються й основні локації, включаючи Ярнам і Сон мисливця.

Довівши Полювання до останньої фази, персонаж повертається в Сон мисливця. Тут він виявляє, що сон починає «валитися». Лялька говорить йому, що світанок близько і що з ним хоче поговорити Герман, що очікує в саду. Герман каже героєві, що ніч добігає кінця, він добре впорався зі своїм завданням і тепер може прокинутись від кошмару (Сну мисливця). Перед гравцем встає вибір: погодитися і принести себе в жертву або відмовитися. У першому випадку Герман обезголовить персонажа, після чого той прокидається в Ярнамі і побачить схід сонця. А після Сну Мисливця Лялька прощається з головним персонажем. Гравець отримає досягнення, в якому написано: 
|  | Ви пережили полювання і зустріли новий день. |

Якщо ж відмовитися, то Герман, який є Першим мисливцем, встане з візка і вступить у бій з гравцем. Після перемоги над ним з'явиться чудовисько, іменоване Присутністю Місяця (Moon Presence). Воно охоплює персонажа і притискає до себе. Пізніше герой опиняється в інвалідному візку Германа, який Лялька котить в садибі Сну мисливця. Вона пояснює, що скоро почнеться нове полювання, показуючи, що герой тепер зайняв місце Германа, отримав звання Першого мисливця і буде наставляти нових мисливців. У цьому випадку буде отримано досягнення Виконання бажань: 
|  | Причарований Місяцем, ви даєте згоду слідкувати за Сном Мисливця. |

Також існує секретна кінцівка, яка може бути досягнута, якщо до діалогу з Германом використати всі три частини пуповини (One Third of Umbilical Cord). Головний герой гри відмовляється від пропозиції Германа і перемагає його. Присутність Місяця пробує поглинути персонажа, але світло відштовхує монстра і герой вступає в бій з ним. Після перемоги над чудовиськом демонструється сцена, в якій Лялька підбирає немовля Великого (який повинен прийти на зміну Присутності Місяця), в якого перетворився головний герой і називає його Добрим мисливцем. Дається досягнення Початку дитинства: 
|  | Ви стали Новим Немовлям, що поведе людство до нового дитинства. |

## Розробка
Розробка Bloodborne почалась, коли розвиток видання Dark Souls, випущеного в серпні 2012 року, завершився. Sony запропонувала From Software можливість спільної розробки консольної гри восьмого покоління. Концепція Bloodborne розроблена звідти. Ніяких зв'язків з іграми попередніх поколінь не було, хоча Міядзакі визнав, що Bloodborne «несе ДНК Demon's Souls і дуже специфічний дизайн рівнів». Розробка розпочалась паралельно з Dark Souls II.
Творці гри були частково натхненні романами про графа Дракулу та архітектурою часів Вікторіанської епохи Румунії та Чехії. Міядзакі хотів створити гру в дусі епохи цих романів, а також, щоб усе було якомога детальніше, і відчув, що така гра була можлива тільки на обладнанні восьмого покоління.
Деталі історії були численніші, ніж в іграх серії Souls, хоча команда створила велику таємницю в самому серці історії, щоб компенсувати це. Розробники створили агресивнішу бойову систему фокусування як на дії, так і на стратегії. Вони також хотіли змінити покарання за смерть, використовуване в іграх Souls. Одним з найскладніших рішень, з якими зіткнулася команда, було введення знарядь як зброї.
Скріншоти з гри просочилися в інтернет за декілька тижнів до офіційного релізу. Міядзакі заявив, що Bloodborne ніколи не розглядалася як Demon's Souls II, у зв'язку з тим що в Sony Computer Entertainment бажали створити новий IP для PlayStation 4.

### Саундтрек
Саундтрек до Bloodborne був записаний японськими композиторами за участі оркестра з 65 людей і хору з 32. Саундтрек вийшов 21 квітня окремо від видання в цифровому форматі і на фізичному носії.
| Список композицій | Список композицій                  | Список композицій  | Список композицій |
| #                 | Назва                              | Автор              | Тривалість        |
| ----------------- | ---------------------------------- | ------------------ | ----------------- |
| 1.                | «Omen»                             | Ryan Amon          | 02:06             |
| 2.                | «The Night Unfurls»                | Ryan Amon          | 02:05             |
| 3.                | «Hunter's Dream»                   | Ryan Amon          | 03:34             |
| 4.                | «The Hunter»                       | Ryan Amon          | 03:24             |
| 5.                | «Cleric Beast»                     | Tsukasa Saitoh     | 03:03             |
| 6.                | «Blood-Starved Beast»              | Tsukasa Saitoh     | 04:40             |
| 7.                | «Watchers»                         | Yuka Kitamura      | 03:12             |
| 8.                | «Hail the Nightmare»               | Ryan Amon          | 02:56             |
| 9.                | «Darkbeast»                        | Tsukasa Saitoh     | 04:55             |
| 10.               | «The Witch of Hemwick»             | Michael Wandmacher | 03:41             |
| 11.               | «Rom, the Vacuous Spider»          | Yuka Kitamura      | 03:32             |
| 12.               | «Moonlit Melody»                   | Ryan Amon          | 03:29             |
| 13.               | «The One Reborn»                   | Nobuyoshi Suzuki   | 03:33             |
| 14.               | «Micolash, Nightmare Host»         | Michael Wandmacher | 03:42             |
| 15.               | «Queen of the Vilebloods»          | Ryan Amon          | 03:51             |
| 16.               | «Soothing Hymn»                    | Ryan Amon          | 02:03             |
| 17.               | «Celestial Emissary»               | Ryan Amon          | 02:55             |
| 18.               | «Ebrietas, Daughter of the Cosmos» | Yuka Kitamura      | 03:57             |
| 19.               | «The First Hunter»                 | Tsukasa Saitoh     | 05:10             |
| 20.               | «Moon Presence»                    | Ryan Amon          | 02:44             |
| 21.               | «Bloodborne»                       | Ryan Amon          | 02:36             |
| 01:11:08          |                                    |                    |                   |

## Маркетинг і реліз
Bloodborne було оголошено на брифінгу Sony Electronic Entertainment Expo 2014 9 червня 2014, де показали трейлер. У січні 2015 року стала найочікуванішою грою 2015 року. Колекційне видання було запущено одночасно з грою. Воно включило в себе корпус SteelBook, обкладинку книги і цифрову копію саундтрека гри. Європейське ексклюзивне видання включає в себе фізичні предмети, такі як перо і чорнило, а також всі елементи колекційного видання. Азійське видання включає в себе лист відкривачка.
Після дня випуску Bloodborne був записаний телевізійний ролик гри під назвою «Вистежити вас», створений Скоттом Міллером і Вільямом Хантом.
Sony Данія спільно з датською донорською організацією здавали кров для того, щоб стимулювати здачу донорської крові. В рамках програми люди, які пожертвували кров 23 березня 2015, отримали Bloodborne як подарунок.

## Після виходу
Bloodborne отримав схвальне визнання критиків після випуску. Він містить агреговану оцінку 92 % на GameRankings на основі 54 оглядів і 93/100 на Metacritic на основі 80 оглядів.
Даніель Так від Game Informer дав грі 9,75 / 10, хвалячи тривожну атмосферу гри і естетичні візуальні ефекти. Він також високо оцінив складність гри, яку порівняв із серією Soul, а також його тісно реалізовану історію. Він також був вражений добре продуманими боями, унікальним дизайном і саундтреком. Він також високо оцінив мультиплеєр для подовження довговічності гри та можливості гравців вчитися й адаптуватися протягом усього проходження. Він підвів підсумки, кажучи: «У той час як цей новий IP не відходить від встановленої душі франшизи, ця чарівна робота чудово вселяє терор і торжество в тих, хто досить хоробрий, щоб заглибитися в неї».

### Реакція англомовної преси
У рецензії на сайті Polygon від Майкла МакВертора, говориться, що ігри FromSoftware завжди розглядають окремо від решти великих проєктів. У їхніх іграх відсутні багато сучасних тенденцій, наприклад: розповідь історії за допомогою кінематографічних роликів або включення системи Quick Time Event в ключові моменти. Ігри не мають «коридору з хлібними крихтами», що проводять гравця крізь гру. Bloodborne, подібно до своїх попередників, з місця кидає гравця в гущу подій, очікуючи, що він сам зрозуміє що до чого. У рецензії зазначено, що за своєю суттю гра є захопливим, але виснажливим і складним «спуском вниз в безодню божевілля».
Родзинкою Bloodborne, як вважає рецензент IGN Бренд Тіррел, є не стільки танець з поворотів і різких ударів, які змушують гравця перебувати на межі можливостей своїх рефлексів і витривалості, скільки значення досвіду, що показує важливість терпіння та вміння врахувати свої помилки для самовдосконалення. Єдиним же недоліком гри, на думку рецензента, є не настільки ж видатний успіх у графічному плані. Bloodborne має безліч секретів, властивих іграм студії, розгадавши які гравець випробує задоволення. У деяких випадках гра може відлякати новачків своєю складністю, але в цілому Bloodborne, на думку Тіррела, є однією з найкращих робіт From Software і знаменним досягненням, що дозволяє відійти від підвалин попередніх ігор студії.
У рецензії від GameSpot за авторством Кевіна Ван Орда позитивними відзначені динамічні і веселі битви з босами і взагалі з ворожими персонажами, а також похвали заслужила історія релігійного характеру, що служить основою конфлікту гри. У грі грамотно з'єднані локації, що привносить ще більше задоволення від дослідження світу. Окремої похвали заслужило художнє оформлення локацій, персонажів і звуків, записаних для них. Гра, в порівнянні з Dark Souls II, кидає серйозніший виклик, змушуючи гравця в прямому сенсі впритул зустріти труднощі. Чудово на користь гри працює створена атмосфера жаху, що нагнітає гравця ще сильніше.
Кріс Картер з Destructoid назвав Bloodborne однією з найвдаліших ігор подібного жанру студії From Software. У грі добре розставлені акценти: головну роль у боях грає «гола» майстерність гравця. Крім цього Bloodborne заманює гравця цікавим персонажами, поставленими завданнями і взаємодією зі світом. Однак, на думку рецензента, атмосфера гри в цілому опрацьована гірше. Також засмучує обмеженість змагальності в мережевій складовій гри. В цілому ж, на думку Кріса, Bloodborne — це поєднання всього найкращого, що напрацювала From Software за свою довгу і успішну роботу в індустрії комп'ютерних ігор, як і раніше примушуючи гравця відчувати задоволення через «власну кров».

### Продажі
За перший тиждень продажів Bloodborne посіла перше місце в Японії, було куплено 152 567 копій гри. У Великій Британії Bloodborne посіла друге місце за кількістю продажів, продавши 22 500 копій. Також гра посіла друге місце за продажами в Північній Америці за березень, будучи випущеною в кінці місяця. Гра поступилася Battlefield Hardline, яка продавалася на більшому числі платформ. За менш ніж два тижні після релізу в усьому світі було продано більше одного мільйона копій.